# Rosa Gala
Pour les articles homonymes, voir Gala.
Rosa Maria Luísa Gala, née le 17 avril 1995 à Lubango, est une joueuse angolaise de basket-ball.

## Biographie
Elle termine troisième du Championnat d'Afrique de basket-ball féminin des 16 ans et moins en 2011.
Elle participe au Championnat du monde de basket-ball féminin 2014 en Turquie. De 2007 à 2011, elle joue au Benfica Lubango. En 2012, elle part au Primeiro de Agosto.